# Équipe cycliste Alcyon
Pour les articles homonymes, voir Alcyon.
Pour les autres équipes sponsorisées par les Cycles Gitane, voir Équipe cycliste Gitane .
L'équipe cycliste Alcyon est une équipe cycliste française de cyclisme professionnel sur route, active entre 1905 et 1962. Sponsorisée par Alcyon, une entreprise française de construction de bicyclettes et de motocyclettes, c'est l'une des équipes les plus titrées de l'histoire. Au total, les coureurs montés sur bicyclettes Alcyon ont gagné 14 Tours de France (dont 7 avec des équipes nationales), 13 Paris-Roubaix et 11 Bordeaux-Paris.

## Histoire

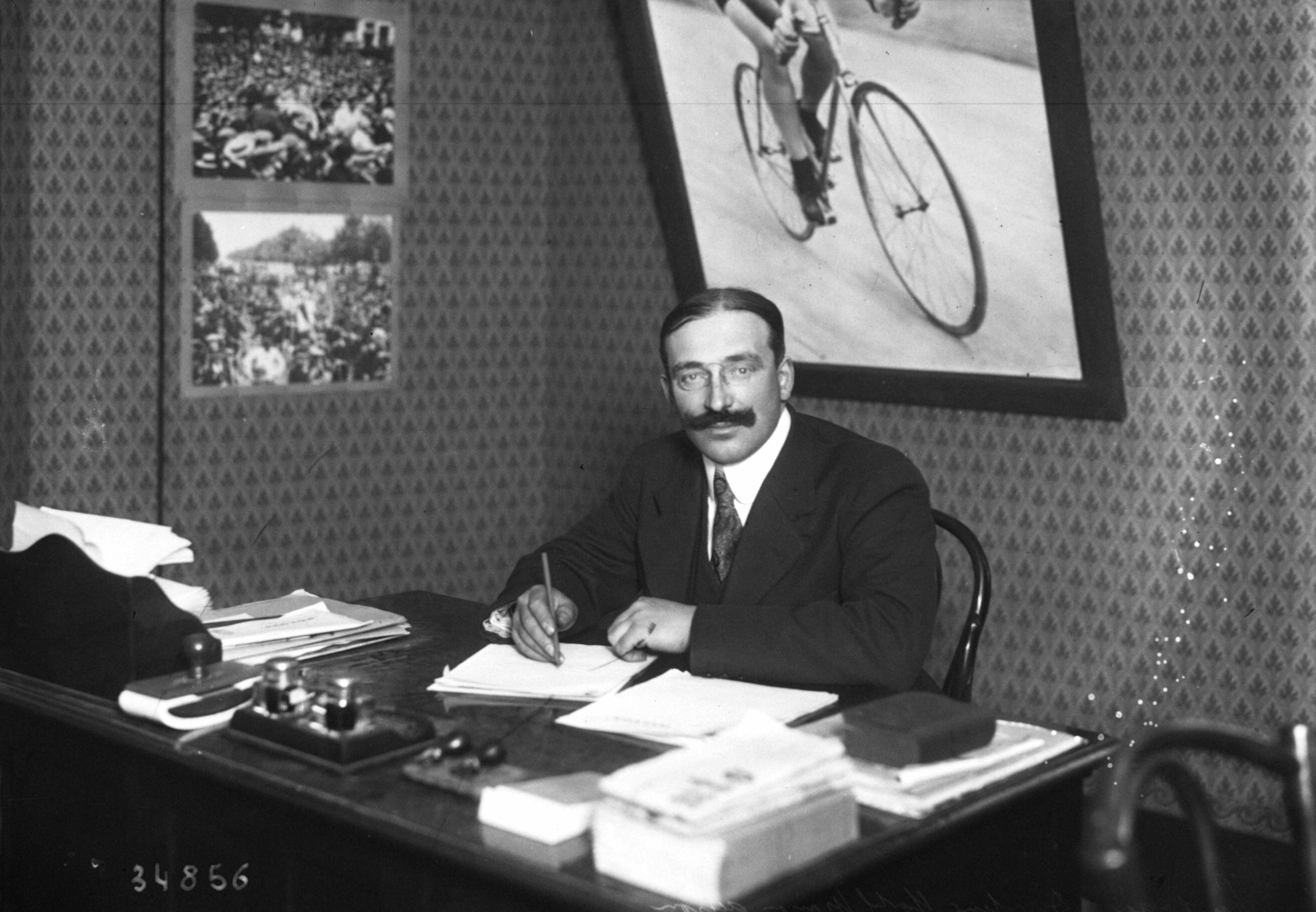
Ludovic Feuillet, l'un des directeurs sportifs de l'équipe.

Elle commence ses activités en 1906. L'équipe a remporté le Tour de France à quatre reprises avant la Première Guerre mondiale avec François Faber (1909), Octave Lapize (1910), Gustave Garrigou (1911) et Odile Defraye (1912). En 1909, Calais est le manager de l'équipe et Alphonse Baugé le directeur sportif. Ludovic Feuillet devint directeur sport de l'équipe Alcyon en 1910.
Immédiatement après la fin de la Première Guerre mondiale, Alcyon comme beaucoup d'autres fabricants de vélo rejoint un consortium qui emploie de nombreux coureurs sous le nom de La Sportive. Ce consortium gagne le Tour de France de 1919 à 1921 et s'arrête en 1922. Les sociétés membres — Automoto, Peugeot et Alcyon — redémarrent chacune leurs propres équipes cyclistes. 
Alcyon devient l'une des meilleures équipes et domine les Tours de France entre 1927 et 1929 avec trois nouveaux succès sur la Grande Boucle : Nicolas Frantz (1927 et 1928) et Maurice De Waele (1929). Cette série s'achève sur la mise en place des équipes nationales, à la suite de la victoire controversée de Maurice De Waele. Malade, il bénéficie néanmoins de l'aide des autres coureurs d'Alcyon qui bloquent la course et l'accompagnent pour favoriser sa victoire, malgré le règlement. Des coureurs « isolés » et des adversaires sont également sollicités. De Waele gagne une étape à Malo-les-Bains et remporte le Tour. Le déroulement de la course fait dire à Henri Desgrange : « On fait gagner un cadavre ! Comment un Maillot Jaune aussi facile à dépouiller a-t-il pu conserver la première place ? ». Les organisateurs du Tour de France décide donc en 1930 que la course est désormais disputée par équipes nationales. Cela est mis en place pour briser la domination de quelques-unes des équipes commerciales, notamment Alcyon. 
En conséquence, Alcyon n'est plus capable de continuer à dominer le Tour. Cependant, les coureurs sous contrat avec Alcyon continuent à gagner le Tour de France, avec leur équipe nationale, comme le Français André Leducq vainqueur du premier tour disputé par équipes nationales. Leducq gagne à nouveau le Tour en 1932, tandis qu'un autre coureur Alcyon, Georges Speicher s'impose en 1933. Également sous contrat avec Alcyon, les Belges Romain Maes et Sylvère Maes remportent le Tour de France en 1935, 1936 et 1939.
Après la Seconde Guerre mondiale, l'équipe porte le nom Alcyon-Dunlop (1922-1959). L'équipe cesse d'être parrainée après 1958, mais reste active jusqu'en 1961 où elle est dirigée par l'ancien coureur Georges Speicher et Paul Wiegant. Elle est renommée Gitane-Leroux en 1962 pour sa dernière année d'existence, sponsorisée par la chicorée Leroux.

## Principaux résultats

### Compétitions internationales
Contrairement aux autres courses, les championnats du monde de cyclisme sont disputés par équipes nationales et non par équipes commerciales.
Championnats du monde
- Cyclisme sur route : 5
  - 1933 (Georges Speicher), 1935 (Jean Aerts), 1937 (Éloi Meulenberg), 1948 et 1950 (Briek Schotte)

### Classiques
- Bordeaux-Paris : 1906 (Marcel Cadolle), 1907 et 1909 (Cyrille Van Hauwaert), 1908 (Louis Trousselier), 1911 (François Faber), 1913 (Louis Mottiat), 1914 (Paul Deman), 1923 (Émile Masson sr.), 1926 (Adelin Benoît), 1939 (Marcel Laurent), 1946  (Émile Masson jr.)
- Paris-Roubaix : 1908 (Cyrille van Hauwaert), 1910 (Octave Lapize), 1925 (Félix Sellier), 1930 (Julien Vervaecke), 1931, 1934 et 1935 (Gaston Rebry), 1933 (Sylvère Maes), 1936 (Georges Speicher), 1939 (Émile Masson jr.), 1944 (Maurice Desimpelaere), 1945 (Paul Maye) et 1953 (Germain Derycke)
- Milan-San Remo : 1908 (Cyrille Van Hauwaert), 1910 (Eugène Christophe), 1911 (Gustave Garrigou), 1912 (Henri Pelissier), 1913 (Odile Defraye) et 1955 (Germain Derijcke)
- Paris-Tours : 1909 et 1910 (François Faber), 1912 (Louis Heusghem), 1924 (Louis Mottiat), 1929 (Nicolas Frantz), 1931 (André Leducq), 1934, 1936 et 1937 (Gustave Danneels), 1935 (René Le Grevès), 1938 (Jules Rossi), 1941, 1942 et 1945 (Paul Maye), 1946 et 1947 (Alberic Schotte)
- Paris-Bruxelles : 1909 (François Faber), 1914 (Louis Mottiat), 1922, 1923 et 1924 (Félix Sellier), 1927 (Nicolas Frantz), 1931 (Jean Aerts), 1936 (Eloi Meulenberg), 1937 (Albert Beckaert), 1946 et 1952 (Briek Schotte) et 1947 (Ernest Sterckx)
- Tour de Lombardie : 1913 (Henri Pélissier)
- Tour des Flandres : 1914 (Marcel Buysse), 1934 (Gaston Rebry), 1939 (Karel Kaers) et 1948 (Briek Schotte)
- Liège-Bastogne-Liège : 1921 et 1922 (Louis Mottiat), 1923 et  1924 (René Vermandel), 1936 (Albert Beckaert), 1937 (Eloi Meulenberg), 1945 (Jean Engels) et 1953 (Alois De Hertog)
- Grand Prix des Nations : 1941 (Jules Rossi) et 1942 (Émile Idée)
- Flèche wallonne : 1938 (Émile Masson), 1947 (Ernest Sterckx), 1954 (Germain Derijcke) et 1962 (Henri De Wolf)
- Circuit Het Volk : 1945 (Jean Bogaerts) et 1946 (André Pieters)
- Gand-Wevelgem : 1946 (Ernest Sterckx), 1947 (Maurice Desimpelaere), 1950 et 1955 (Briek Schotte)

### Courses par étapes
- Tour de Belgique : 1909 (Paul Duboc), 1910 (Jules Masselis), 1911 (René Vandenberghe), 1912 (Odile Defraye), 1913 (Dieudonné Gauthy), 1914 et 1920 (Louis Mottiat), 1919 et 1923 (Émile Masson sr.), 1922 (René Vermandel), 1924 (Félix Sellier), 1926 (Jean Debusschere) et 1933 (Jean Aerts)
- Tour du Pays basque : 1928 et 1929 (Maurice De Waele)
- Paris-Nice : 1934 (Gaston Rebry)
- Tour de Catalogne : 1940 (Christophe Didier)

### Bilan sur les grands tours
| - Tour de France - 19 participations (1906, 1907, 1908, 1909, 1910, 1911, 1912, 1913, 1914, 1919, 1922, 1923, 1924, 1925, 1926, 1927, 1928, 1929, 1962) - 102 victoires d'étapes - 1 en 1906 : Émile Georget - 7 en 1907 : Émile Georget (5), Marcel Cadolle, Louis Trousselier - 13 en 1909 : François Faber (6), Jean Alavoine (2), Paul Duboc, Gustave Garrigou, Ernest Paul, Louis Trousselier, Cyrille Van Hauwaert - 12 en 1910 : Octave Lapize (6), François Faber (3), Gustave Garrigou, Ernest Paul, Louis Trousselier - 8 en 1911 : Gustave Garrigou (2), François Faber (2), Marcel Godivier (2), Maurice Brocco, Jules Masselis - 10 en 1912 : Odile Defraye (3), Jean Alavoine (3), Eugène Christophe (3), Louis Heusghem - 2 en 1914 : Jean Rossius (2) - 3 en 1922 : Émile Masson sr. (2), Félix Sellier - 3 en 1924 : Nicolas Frantz (2), Louis Mottiat (1) - 7 en 1925 : Nicolas Frantz (4), Bartolomeo Aimo, Romain Bellenger, Louis Mottiat - 7 en 1926 : Nicolas Frantz (4), Bartolomeo Aimo, Félix Sellier, Adelin Benoit - 6 en 1927 : Nicolas Frantz (4), Adelin Benoit (2) - 12 en 1928 : Nicolas Frantz (5), André Leducq (4), Maurice De Waele (2), Gaston Rebry - 11 en 1929 : André Leducq (5), Nicolas Frantz (2), Maurice De Waele, Aimé Dossche, Gaston Rebry, Julien Vervaecke - 7 victoires finales - 1909 : François Faber - 1910 : Octave Lapize - 1911 : Gustave Garrigou - 1912 : Odile Defraye - 1927 et 1928 : Nicolas Frantz - 1929 : Maurice De Waele - 0 classement annexe | - Tour d'Italie - 2 participations (1909, 1928) - 0 victoire d'étape - 0 victoire finale - 0 classement annexe - Tour d'Espagne - 1 participation (1947) - 2 victoires d'étapes - 2 en 1947 : Édouard Van Dyck (2) - 1 victoire finale - 1947 : Édouard Van Dyck - 0 classement annexe |

### Championnats nationaux
| - Championnat d'Allemagne sur route : 1 - Course en ligne : 1937 (Erich Bautz) - Championnat de Belgique sur route : 12 - Course en ligne : 1908 (Francois Verstraeten), 1909 (Cyrille Van Hauwaert), 1919 (Jean Rossius), 1922 (René Vermandel), 1926 (Félix Sellier), 1934 (Louis Roels), 1935 (Gustave Danneels), 1936 (Jean Aerts), 1937 (Karel Kaers), 1942 (André Maelbrancke), 1946 et 1947 (Émile Masson jr.) - Championnat de France sur route : 7 - Course en ligne : 1909 (Jean Alavoine), 1936 (René Le Grevès), 1937 (Georges Speicher), 1938 (Paul Maye), 1942 (Émile Idée), 1943 (Paul Maye) et 1944 (Urbain Caffi) - Championnat du Luxembourg sur route : 11 - Course en ligne : 1924, 1925, 1927, 1928, 1929, 1930, 1931, 1932 et 1933 (Nicolas Frantz), 1937 (Pierre Clemens) et 1938 (Mathias Clemens) | - Championnat de Belgique de cyclo-cross : 1 - Élites : 1953 (Georges Furnière) - Championnat de France de cyclo-cross : 4 - Élites : 1909, 1910, 1911 et 1912 (Eugène Christophe) - Championnat du Luxembourg de cyclo-cross : 3 - Élites : 1924 (Nicolas Frantz) et 1940 (Mathias Clemens) |

## Effectifs

### 1912
- André Blaise[9]
- Odile Defraye[9]
- Paul Dubes[9]
- Gustave Garrigou[9]
- Louis Heusghem[9]

### 1962

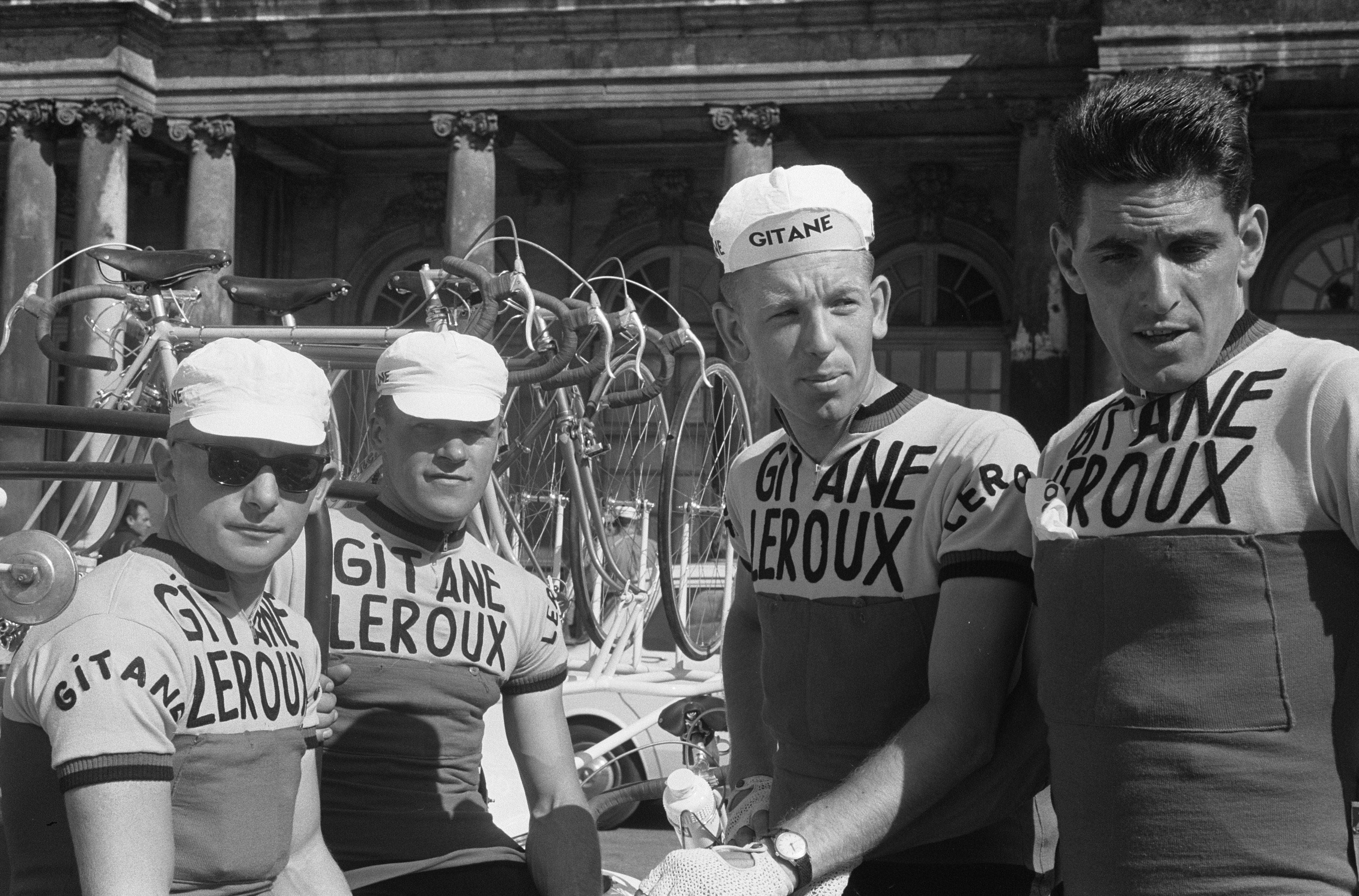
Gitane-Leroux, Tour de France 1962

| Effectif 1962             | Effectif 1962     | Effectif 1962 | Effectif 1962                                    |
| Cycliste                  | Date de naissance | Pays          | Équipe précédente                                |
| ------------------------- | ----------------- | ------------- | ------------------------------------------------ |
| Louis Bergaud             | 30 novembre 1928  | France        | Saint-Raphaël-R. Geminiani-Dunlop (1961)         |
| Marcel Camillo            | 6 juin 1937       | France        |                                                  |
| Alban Cauvet              | 21 mai 1939       | France        |                                                  |
| Jacques Champion          | 4 septembre 1934  | France        |                                                  |
| André Darrigade           | 24 avril 1929     | France        | Helyett-Leroux-Fynsec-Hutchinson-A.C.B.B. (1960) |
| Roger Darrigade           | 14 janvier 1935   | France        |                                                  |
| Jo de Haan                | 25 décembre 1936  | Pays-Bas      | Saint-Raphaël-R. Geminiani-Dunlop (1961)         |
| Cees de Jongh             | 19 juin 1938      | Pays-Bas      |                                                  |
| Jaap De Waard             | 2 janvier 1940    | Pays-Bas      |                                                  |
| Henri De Wolf             | 17 août 1936      | Belgique      | Helyett-Leroux-Fynsec-Hutchinson-A.C.B.B. (1960) |
| André Delort              | 24 novembre 1939  | France        |                                                  |
| Fernand Delort            | 26 janvier 1936   | France        | Saint-Raphaël-Helyett-Hutchinson (1962)          |
| Jean Forestier            | 7 octobre 1930    | France        | Helyett-Leroux-Fynsec-Hutchinson-A.C.B.B. (1960) |
| Cor Harbers               | 17 septembre 1941 | Pays-Bas      |                                                  |
| Jan Hugens                | 22 mars 1939      | Pays-Bas      |                                                  |
| Guy Ignolin               | 14 novembre 1936  | France        | Rapha-Gitane-Dunlop (1961)                       |
| Jean-Claude Lebaube       | 22 juillet 1937   | France        |                                                  |
| Bas Maliepaard            | 3 avril 1938      | Pays-Bas      |                                                  |
| Raymond Mastrotto         | 1 novembre 1934   | France        |                                                  |
| Michel Nédélec            | 7 mars 1940       | France        |                                                  |
| Coen Niesten              | 30 août 1938      | Pays-Bas      |                                                  |
| Anatole Novak             | 12 février 1937   | France        |                                                  |
| Piet Rentmeester          | 27 août 1938      | Pays-Bas      | Locomotief-Vredestein (1961)                     |
| Jacques Simon             | 1 octobre 1938    | France        |                                                  |
| Tom Simpson               | 30 novembre 1937  | Royaume-Uni   | Saint-Raphaël-R. Geminiani-Dunlop (1961)         |
| Gérard Thiélin            | 29 mars 1935      | France        | Rapha-Gitane-Dunlop (1961)                       |
| Rolf Wolfshohl            | 27 décembre 1938  | Allemagne     |                                                  |
|                           |                   |               |                                                  |
| Source : Cycling Archives |                   |               |                                                  |